# Chionaspis megazygosis
Chionaspis megazygosis är en insektsart som beskrevs av Chen 1983. Chionaspis megazygosis ingår i släktet Chionaspis och familjen pansarsköldlöss. Inga underarter finns listade i Catalogue of Life.